# Neivamyrmex foveolatus
Neivamyrmex foveolatus é uma espécie de formiga do gênero Neivamyrmex.